# Raoul Wallenberg
Raoul Gustaf Wallenberg (Lidingö, 4 de agosto de 1912 – Moscou, 17 de julho de 1947?) foi um arquiteto sueco, empresário e diplomata. Tornou-se famoso por conta de seus esforços bem-sucedidos para resgatar dezenas de milhares de judeus da Hungria ocupada pelos nazistas durante o Holocausto.
Em 17 de janeiro de 1945, durante o cerco de Budapeste pelo Exército Vermelho, Wallenberg foi detido pelas autoridades soviéticas sob suspeita de espionagem e, posteriormente, desapareceu. Mais tarde, foi relatado que morreu em 17 de julho de 1947, enquanto estava preso na prisão de Lubyanka, em Moscou, Rússia. Os motivos por trás da prisão de Wallenberg pelo governo soviético, juntamente com as circunstâncias de sua morte, permanecem misteriosas. Documentos desclassificados confirmaram nos anos 90 que Raoul Wallenberg era um colaborador do Office of Strategic Service (OSS), o predecessor da CIA.
Devido a suas ações corajosas em nome dos judeus húngaros, Raoul Wallenberg tem sido objeto de numerosas honrarias humanitárias nas décadas seguintes a sua morte presumida. Em 1981, o deputado Tom Lantos, ele próprio salvo por Wallenberg, elaborou uma lei tornando Wallenberg Cidadão Honorário dos Estados Unidos. Ele também é um cidadão honorário do Canadá, Hungria e Israel. Também em Israel, Raoul Wallenberg é considerado como um dos "Justos entre as Nações", citado e homenageado no Yad Vashem, o Memorial do Holocausto.

## Biografia
Raoul Wallenberg nasceu em Kappsta, um distrito da cidade de Lidingö, nas proximidades de Estocolmo, onde seus avós maternos, o professor Per Johan e sua esposa Sophie, tinham uma casa de verão. Seu avô paterno, Gustaf Wallenberg, era diplomata e trabalhou em Tóquio, Constantinopla e Sófia. Seus pais eram Raoul Oscar Wallenberg (1888 – 1912), oficial da Marinha Sueca, e Maria "Maj" Sofia (1891 – 1979), casados em 1911. Raoul Oscar morreu de câncer quando seu filho contava apenas três meses de idade. Em 1918, sua mãe se casou novamente e teve mais dois filhos.
Em 1931, Wallenberg foi estudar arquitetura na Universidade de Michigan, nos Estados Unidos. Na faculdade, ele aprendeu inglês, alemão e francês.
De volta à Suécia, seu diploma americano de arquiteto não foi validado pelas autoridades locais. No entanto, seu avô lhe conseguiu um emprego na Cidade do Cabo, África do Sul, no escritório de uma empresa sueca de venda de materiais de construção. Entre 1935 e 1936, Wallenberg foi trabalhar numa filial do Banco Holandês em Haifa, na então Palestina Britânica, onde travou conhecimento com a grande comunidade judaica local. De volta à Suécia em 1936, obteve um cargo em Estocolmo, com a ajuda de seu tio e padrinho, Jacob Wallenberg, em uma empresa de exportação e importação de propriedade da Kálmán Lauer, um judeu húngaro.

## Sob o nazifascismo
A partir de 1938, o Reino da Hungria, sob a regência do fascista Miklós Horthy, mergulhou numa onda de antissemitismo. Foram adotadas medidas inspiradas nas leis recentemente promulgadas na Alemanha Nazista. As novas leis húngaras restringiam os judeus de inúmeras profissões. Na tentativa de driblar as leis anti-judaicas, Kalman Lauer nomeou Wallenberg como seu “sócio” e representante. Com isso, ele passou a viajar para a Hungria para fazer negócios em nome de Lauer e de zelar pelos membros da grande família de Lauer que permaneceram em Budapeste. Ele logo aprendeu a falar húngaro. Wallenberg também se tornou íntimo dos métodos da burocracia alemã da época, por ter de fazer negócios com empresas nazistas. Tal conhecimento seria fundamental mais tarde, quando se aproveitou das brechas legais nazistas para salvar judeus.

## Atos de heroísmo

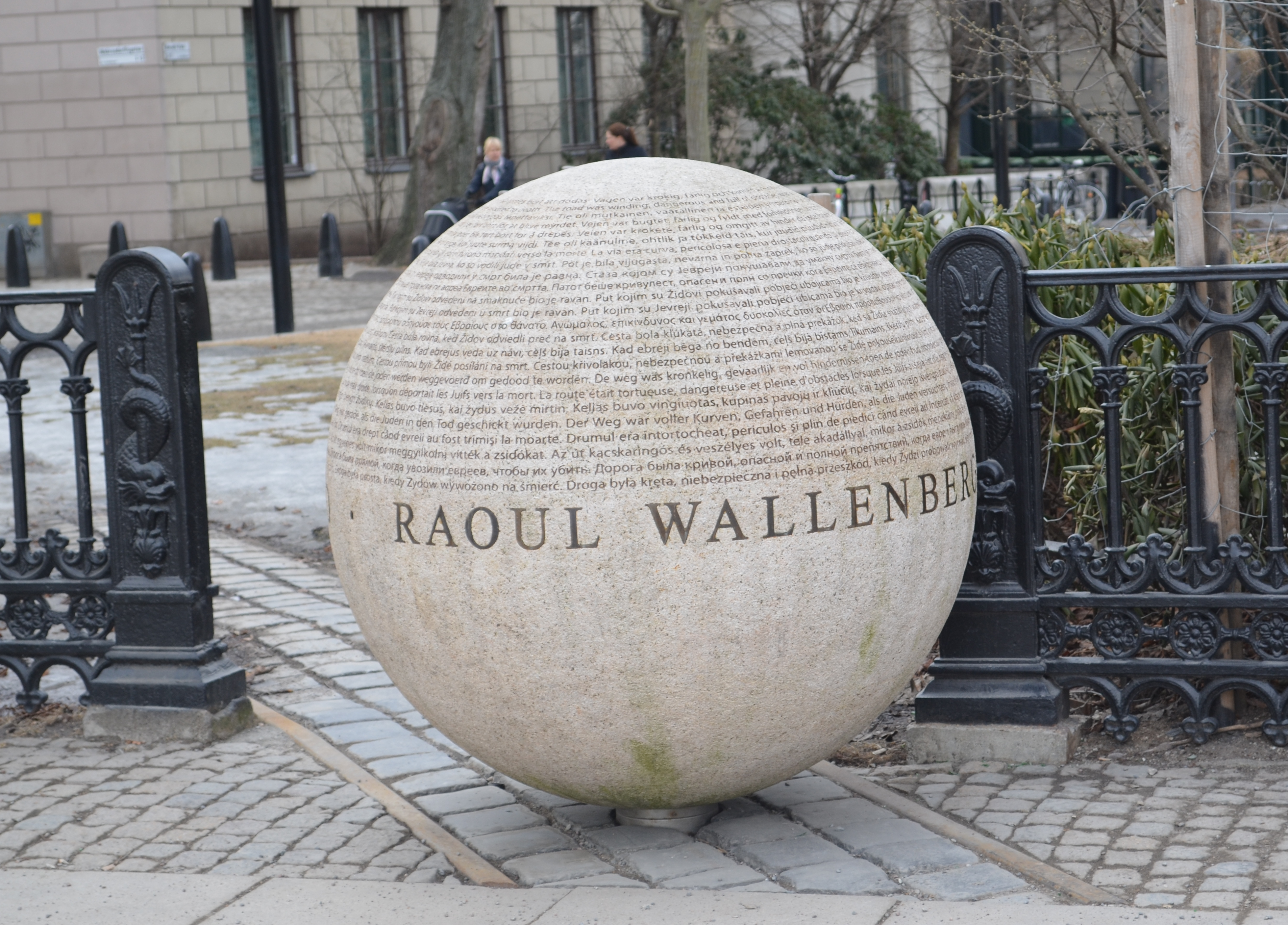
Memorial em Estocolmo

Em Março de 1944 as tropas alemãs ocupam a Hungria e instalam um novo governo, mais subserviente, chefiado por Dome Sztojay. As perseguições ao judeus intensificam-se dando-se início a confisco de bens, uso obrigatório da estrela amarela e encerramento em guetos. Nessa altura, diplomatas dos países neutros, como Portugal, Espanha, Suécia, Suíça e o Vaticano, começaram a acolher milhares de judeus perseguidos.
Estando em contato bastante estreito com os alemães em plena Guerra, Wallenberg pôde testemunhar a campanha de perseguições e extermínio contra os judeus, empreendida pelo regime Nacional-Socialista. Tais acontecimentos chocaram o empresário, que a partir de 9 de julho de 1944 se tornou nomeado primeiro-secretário da delegação sueca em Budapeste. Agora feito diplomata, Wallenberg se aproveitou da imunidade, de seu poder e de seus contatos para expedir passaportes especiais (“schutzpass”) para cidadãos judeus. Estes eram qualificados como cidadãos suecos à espera de repatriamento. Embora tais documentos não fossem legalmente válidos, eles pareciam impressionar os oficiais nazistas que ocupavam a Hungria, que acabavam dando passagem aos seus portadores.
Além disso, Wallenberg alugou casas para os refugiados judeus em nome da embaixada sueca, colocando em suas entradas falsas identificações, tais como "Biblioteca da Suécia" ou "Instituto de Pesquisas Suecas". Protegidas pelo status diplomático, tais casas não podiam ser invadidas pelos nazistas e seus moradores encontravam nelas um refúgio.
Wallenberg habilmente negociou com oficiais nazistas, como Adolf Eichmann e o comandante das forças armadas alemãs na Hungria, general Gerhard Schmidhuber. A dois dias da chegada do Exército Vermelho em Budapeste, ele conseguiu cancelar uma leva de judeus que seriam deportados para campos de extermínio na Alemanha, usando um bilhete assinado pelo seu amigo fascista Pál Szalay, que os ameaçou de processo por crimes de guerra.
Estima-se em 100 mil o número de judeus que teriam sido salvos da morte por conta das ações de Raoul Wallenberg.

## Prisão e assassinato

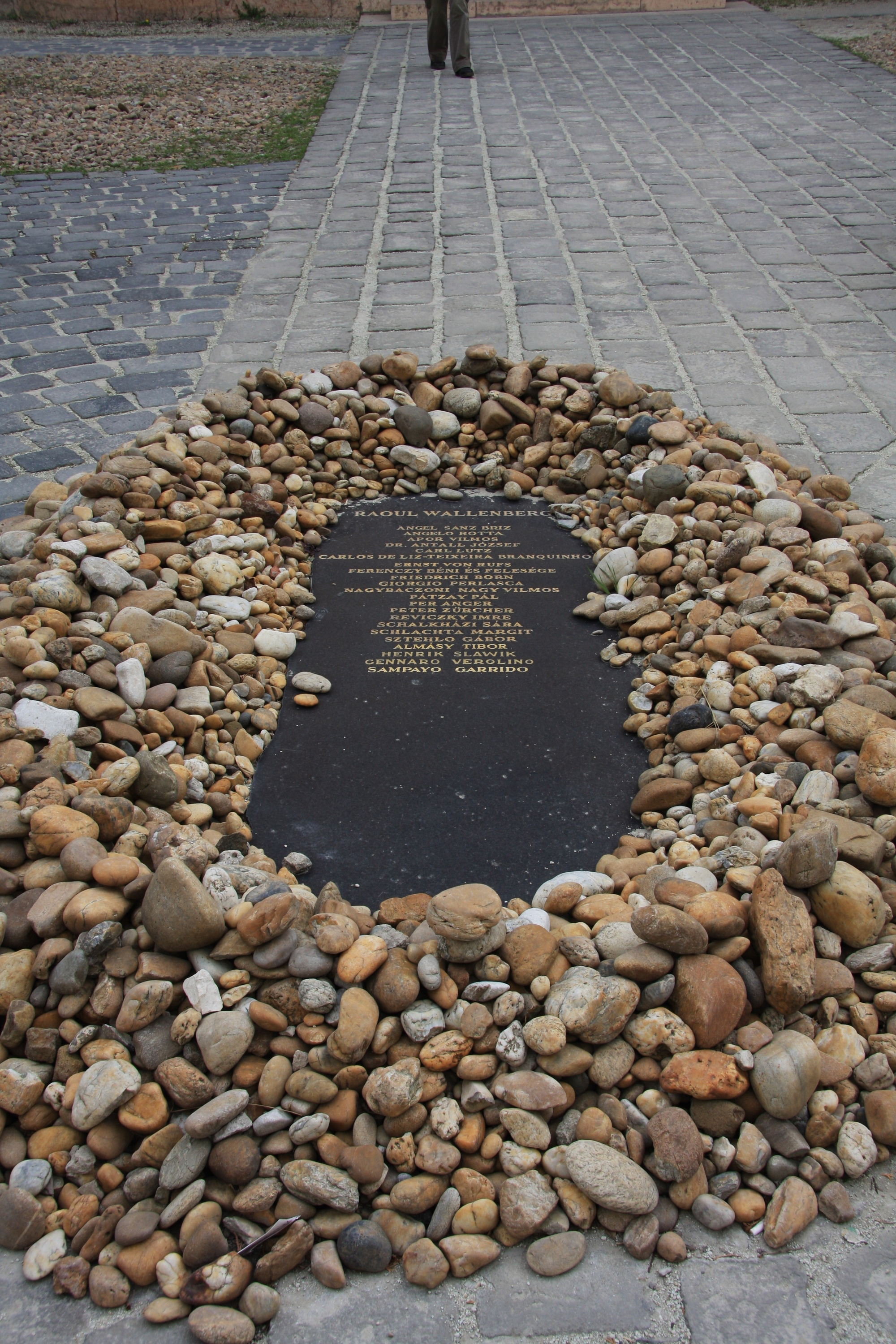
Lápide na Sinagoga de Budapeste onde junto com o nome Raoul Wallenberg também aparecem os diplomatas portugueses Carlos de Lis-Teixeira Branquinho e Carlos Sampaio Garrido

A chegada dos soviéticos à Hungria determinou o fim das perseguições aos judeus. Mas foi o início do fim de Raoul Wallenberg. Em 17 de janeiro de 1945, quando a guerra ainda se desenrolava, Wallenberg e seu motorista particular foram presos pelas autoridades soviéticas, acusados de serem "espiões da OSS", a agência de inteligência britânica. De Budapeste, Wallenberg foi deportado para Moscou, onde foi encarcerado na prisão de Lubyanka. Posteriormente foi transferido para a prisão de Lefortovo, também em Moscou, onde permaneceria até sua suposta morte, dois anos depois.
As condições das cadeias soviéticas eram tão terríveis quanto às vigentes nos campos de concentração nazistas. Torturas, privações extremas, terrorismo psicológico e execuções sumárias faziam parte dos "métodos" . Incomunicável, Wallemberg teria morrido em Lefortovo no dia 17 de julho de 1947. Pelo menos foi isso o que as autoridades russas afirmaram em 6 de fevereiro de 1957, após a deflagração de uma intensa campanha internacional por notícias de seu paradeiro. Mesmo após tal notícia, prosseguiram as investigações em busca de seu paradeiro. Em 1981, sobreviventes dos gulags afirmaram terem conhecido um prisioneiro estrangeiro com as mesmas características físicas de Raoul Wallemberg, ainda vivo muitos anos depois da data de sua suposta morte. Contudo em 1991, Vyacheslav Nikonov foi encarregado pelo governo da Rússia de investigar o destino de Wallenberg. Ele concluiu que Wallenberg morreu em 1947, executado como prisioneiro na prisão de Lubyanka.